# Vincenzo Chialli
Vincenzo Chialli  (né le 27 juillet 1787 à Città di Castello, province de Pérouse, en Ombrie et mort le 24 septembre 1840 à Cortone - Province d'Arezzo) est un peintre italien néoclassique du début du XIXe siècle à sujets religieux, historiques et de genre.

## Biographie
Vincenzo Chialli a reçu le premier enseignement de l'art par un peintre de sa ville natale.
En 1804 il se rend à Rome où il fréquente l'école de  Camuccini qui influence fortement son art. Après avoir travaillé pour le pape Pie VII, il retourne dans son pays natal.
Son art évoluant, il effectue des séjours à Sansepolcro, Urbino, Pesaro et Venise. Il peint beaucoup de représentations religieuses en tableaux à la manière de son professeur Vincenzo Camuccini, sans atteindre son niveau.
En 1815, il retourne à Rome, où il peint des tableaux pour les églises mais surtout, des scènes d'intérieur, des chœurs dans des monastères et des scènes mettant en avant des Capucins dans des scènes de la vie quotidienne ou historiques qui firent sa réputation. 
Ainsi, aujourd'hui encore, on voit deux de ses plus belles représentations de ce type, Cimetière des pères capucins et Représentation de messe chantée réalisées dans les années 1823 - 1824 au Palais Pitti de Florence.
D'autres œuvres remarquables dans le genre sont Dante dans l'abbaye de Fonte Avellana, Raphaël et Fra Bartolomeo au couvent San-Marco.
En 1822, Chialli doit de nouveau quitter Rome pour raison de santé. Il vit alors entre sa ville natale, Florence et d'autres villes de l'Ombrie et la Toscane. Il s'établit finalement à Sansepolcro en  1825 où il restera pendant dix ans jusqu'à ce qu'on lui propose la direction de l'école de peinture de Cortone récemment mise en place.
C'est là qu'il réalise un de ses derniers travaux, le Jeune Raphaël dans la maison de ses parents.

## Œuvres
- Madone avec enfant dormant, Pinacothèque communale, Città di Castello.
- Saint André et sainte Lucie.
- Autoportrait, Pinacothèque communale, Città di Castello
- Il bucato delle cappuccine (vers 1835), Galerie nationale d'art moderne.
- Le jeune Raphaël dans la maison de ses parents.
- Dante dans l'abbaye de Fonte Avellana.
- Raphaël et Fra Bartolomeo au couvent San-Marco.
- Cimetière des pères capucins et Représentation de messe chantée, Palais Pitti, Florence